# Кетш
Кетш (пол. Kietrz, нем. . Katscher) — город в Польше, входит в Опольское воеводство, Глубчицкий повят. Имеет статус городско-сельской гмины. Занимает площадь 18,87 км². Население — 6440 человек (на 2004 год).

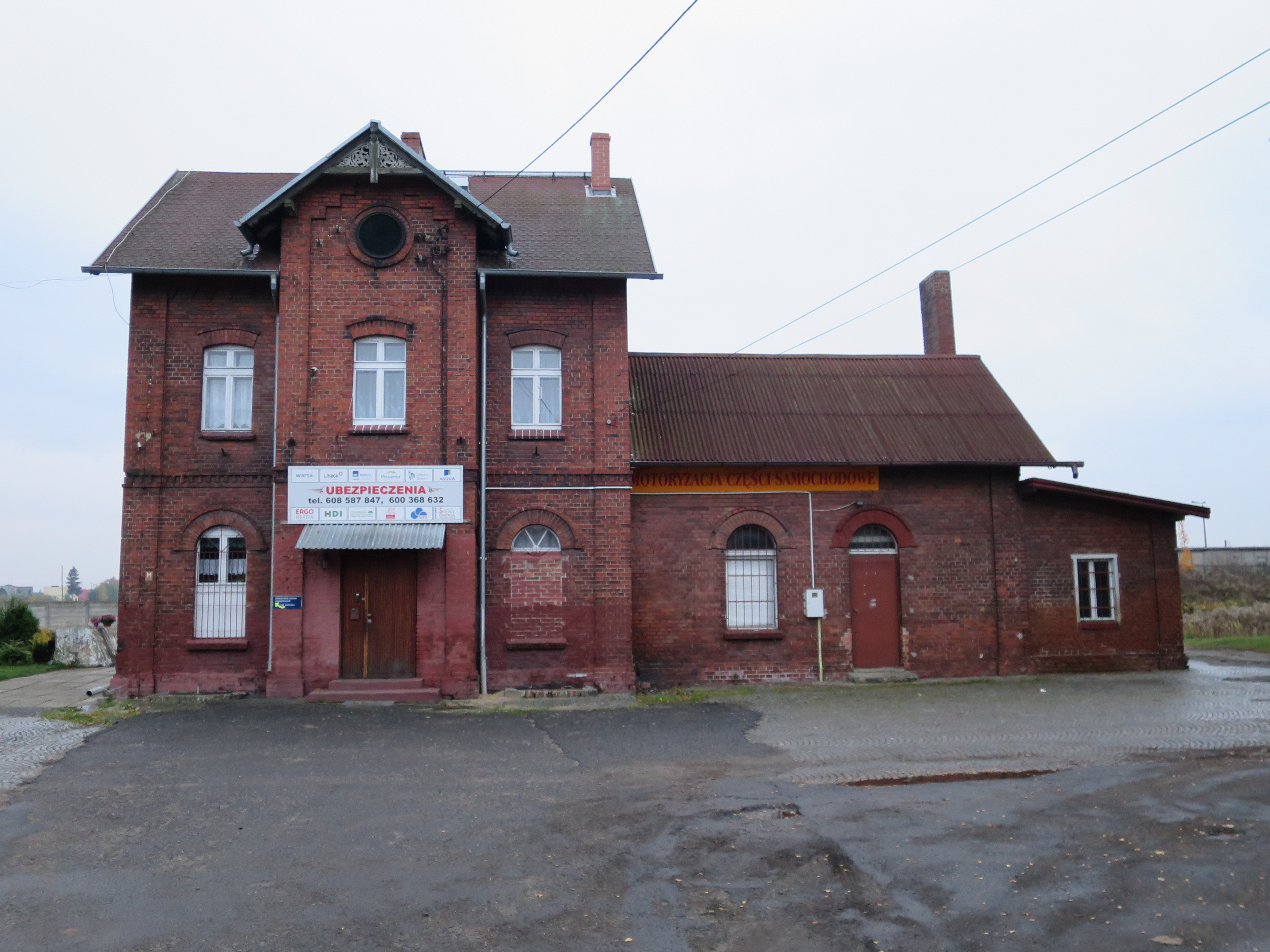
Бывшее здание вокзала
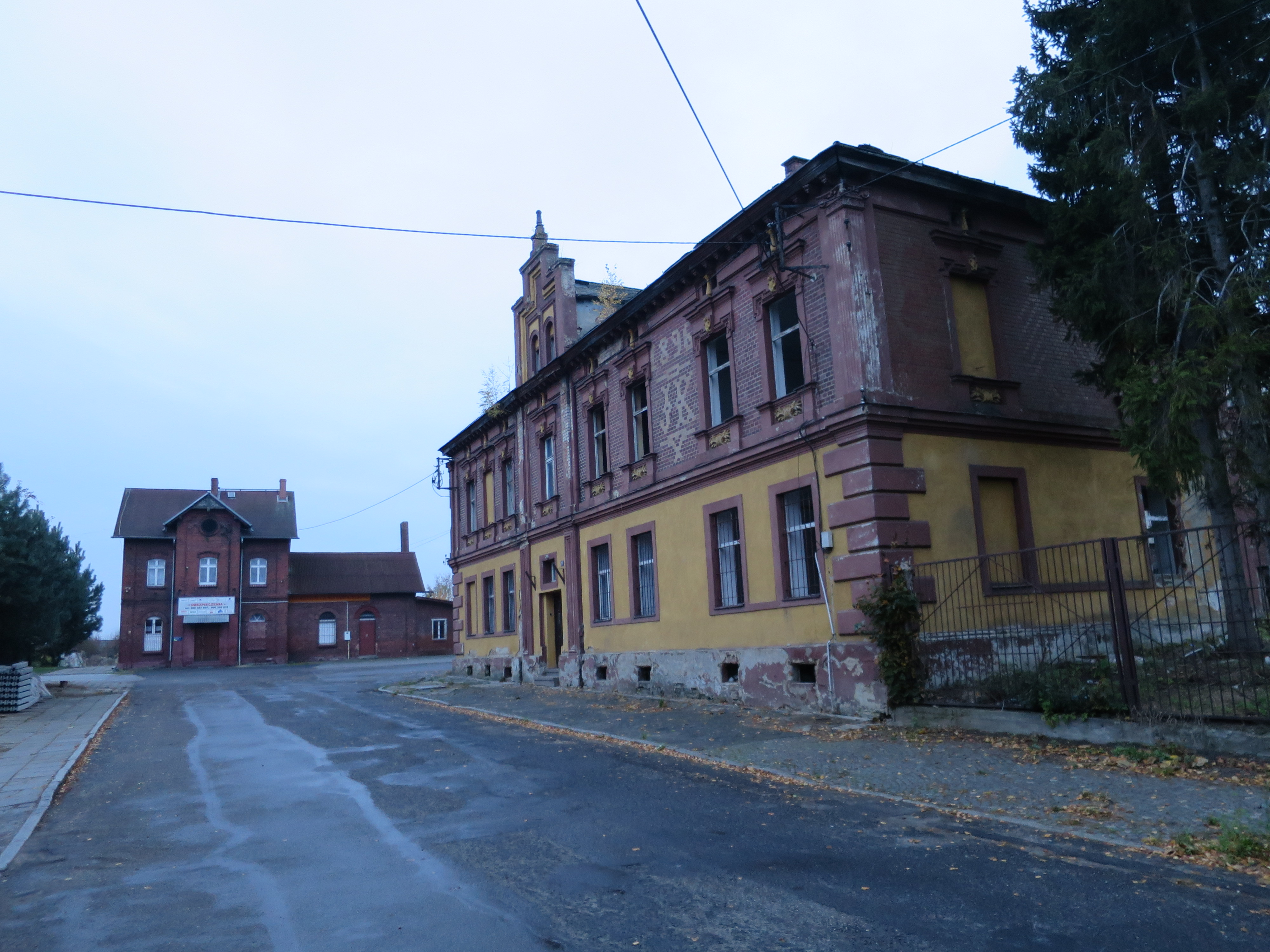
Дорога к вокзалу
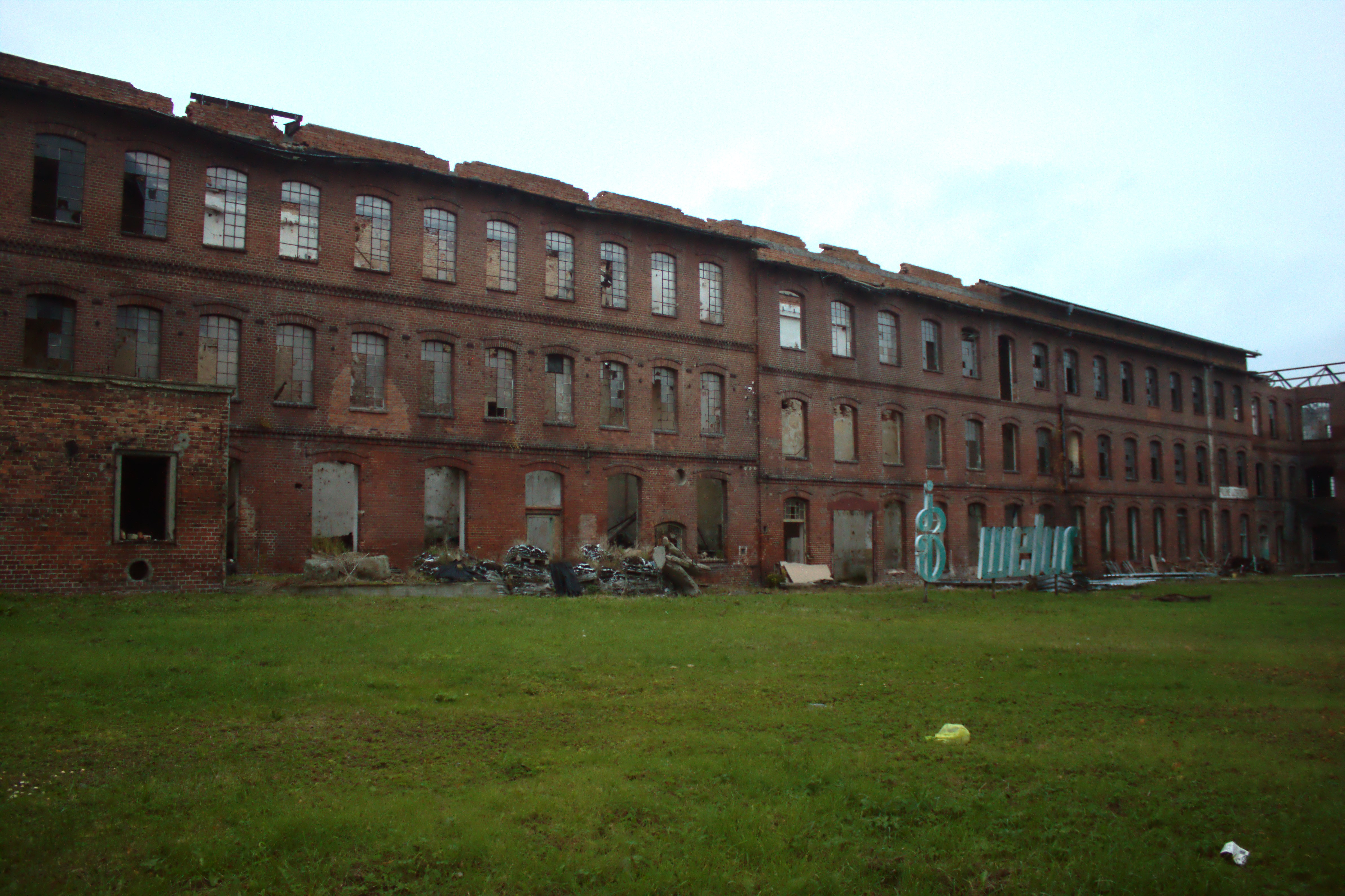
Бывшее здание фабрики
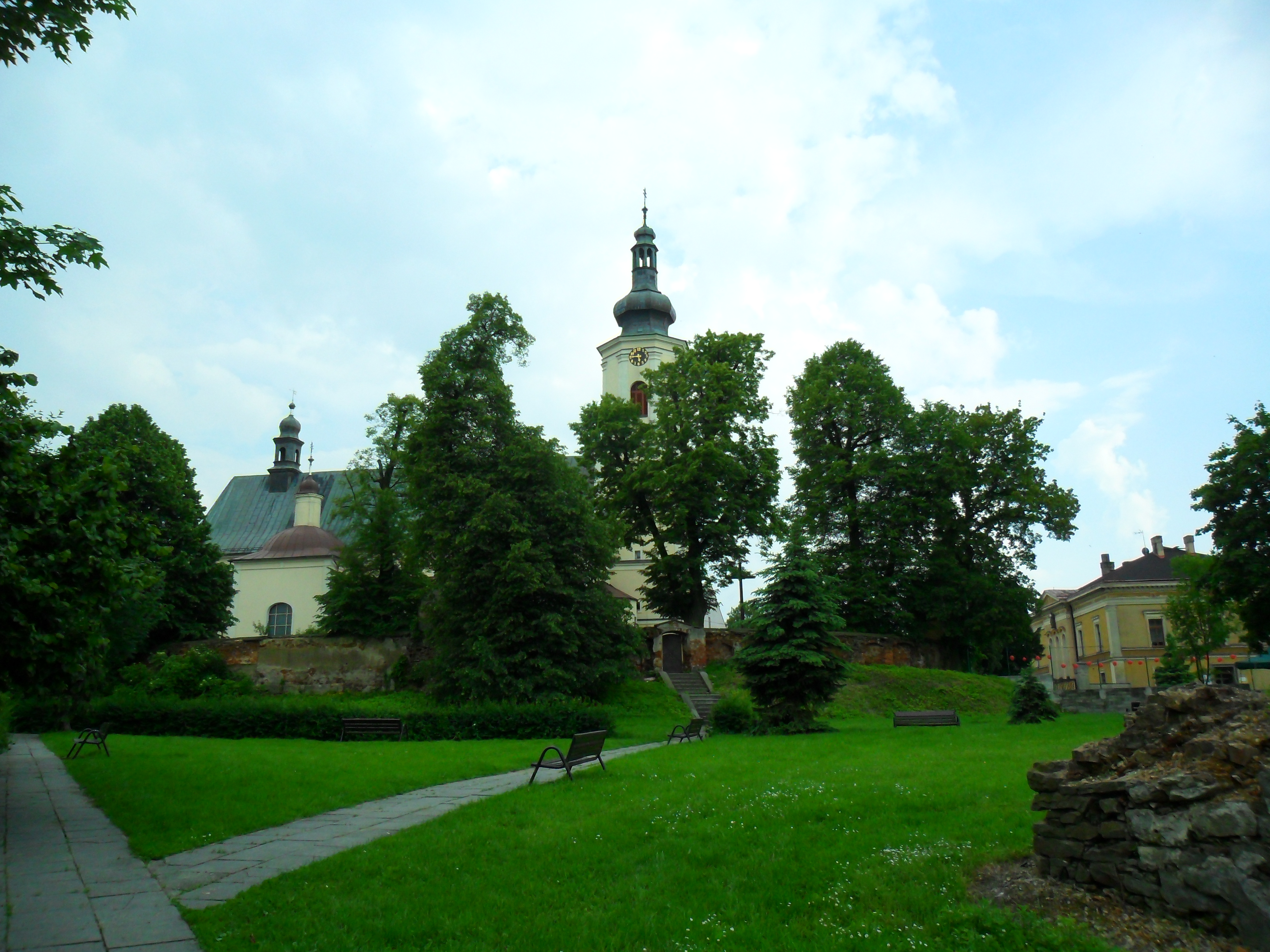
Костёл